# الورا رد ای‌سی

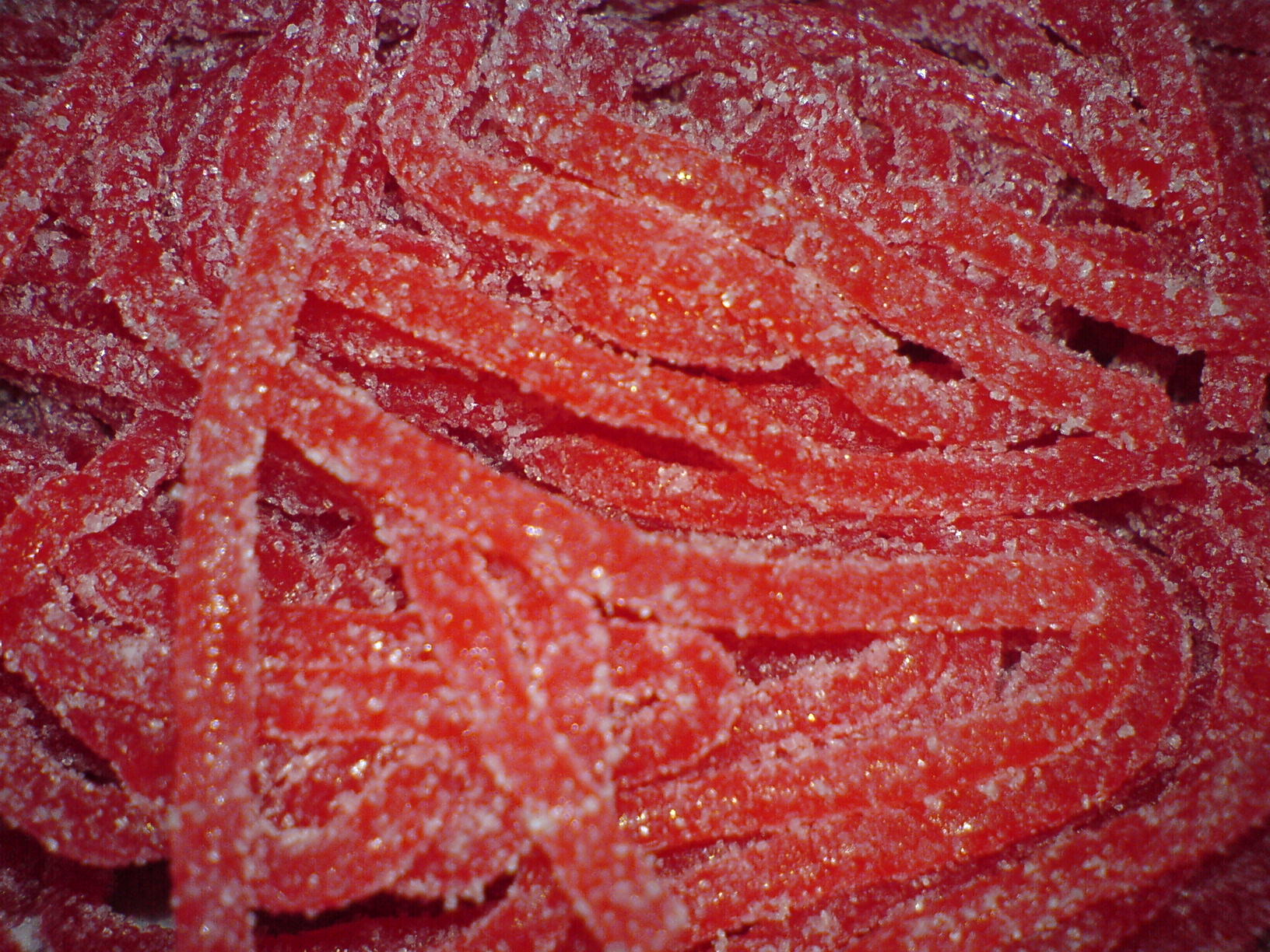
نمای نزدیک از یک خوراکی با رنگ «الورا رد ای‌سی»

الورا رد ای‌سی (به انگلیسی: Allura Red AC) یک رنگ‌دانه قرمزرنگ است که با نام‌های مختلفی مانند قرمز اف‌دی‌اند‌سی ۴۰ (FD&C Red 40) شناخته می‌شود. از این رنگ‌دانه که با کد ۴۰ شناخته می‌شود، به‌عنوان یک رنگ خوراکی در صنایع غذایی استفاده می‌شود.